# Łowczyk cynamonowy
Łowczyk cynamonowy (Todiramphus cinnamominus) – gatunek średniej wielkości ptaka z rodziny zimorodkowatych (Alcedinidae). Występował na wyspie Guam, jednak od 1986 jest wymarły na wolności. W 2016 populacja obejmowała 145 osobników umieszczonych w placówkach badawczych i ogrodach zoologicznych.

## Taksonomia
Po raz pierwszy gatunek opisał William Swainson w 1821. Do opisu dołączona została tablica barwna opatrzona numerem 67. Holotyp został udostępniony Swainsonowi przez Leadbeatera, brytyjskiego przyrodnika, ornitologa i taksydermistę z własnym sklepem ulokowanym przy Brewer Street w Londynie. Łowczyka cynamonowego odkupił z Nowej Zelandii. Swainson nadał nowemu gatunkowi nazwę Halcyon cinnamomina. Obecnie (2018) Międzynarodowy Komitet Ornitologiczny (IOC) umieszcza łowczyka cynamonowego w rodzaju Todiramphus. Wyróżnia dwa podgatunki. Ptaki podgatunku nominatywnego występowały wyłącznie na Guamie. Przedstawiciele T. c. miyakoensis mieli występować na Miyako-jima (południowe wyspy Riukiu), gdzie 5 lutego 1887 Y. Tashiro pozyskał holotyp. Został przekazany do muzeum Uniwersytetu Tokijskiego. Nie ma jednak wystarczających dowodów, by uznać, że holotyp tego podgatunku został rzeczywiście pozyskany poza Guamem. Autorzy Handbook of the Birds of the World nie uznają tego taksonu za ważny, IOC wskazuje na jego niejasną klasyfikację, z kolei autorzy Kompletnej listy ptaków świata uznają go za osobny gatunek – łowczyk północny (T. miyakoensis). Dawniej za podgatunki T. cinnamominus uznawano łowczyka rdzawogłowego (T. pelewensis) i białobrzuchego (T. reichenbachii), traktowane obecnie jako odrębne gatunki.

## Morfologia
Długość ciała wynosi około 20 cm; masa ciała samców 56–62 g, samic 58–74 g. Łowczyki cynamonowe mają rdzawe ciemię, czarniawą maskę ciągnącą się aż po kark, ciemny, niebieskozielony wierzch ciała i fioletowoniebieskie skrzydła. Tył i boki szyi oraz spód ciała mają barwę rdzawą, o cynamonowym odcieniu; u samic pierś jest rdzawa, a kolor spodu ciała stopniowo blednie w kierunku już niemal białego brzucha.

## Zasięg, ekologia i zachowanie
Łowczyki cynamonowe występowały na wyspie Guam w południowej części archipelagu Marianów (Oceania). Zamieszkiwały różnorodne środowiska – skraje namorzynów, zadrzewione nadbrzeżne niziny, plantacje kokosów, wyżynne lasy mieszane i duże ogrody. Pożywieniem tych ptaków są owady, w tym prostoskrzydłe i piewikowate (potocznie cykady), oraz scynkowate i gekonowate. W naturze zniesienia przypadały na okres od grudnia do lipca. Obydwa ptaki z pary wykuwały w butwiejącym drewnie dziuplę, której otwór znajdował się od 3 do 8 m nad podłożem. W niewoli łowczyki cynamonowe osiągają dojrzałość płciową w wieku około 2 lat. Długość życia wynosi 15–20 lat.

## Status
Międzynarodowa Unia Ochrony Przyrody (IUCN) w 2016 sklasyfikowała łowczyka cynamonowego jako gatunek wymarły na wolności (EW, Extinct in the Wild). Podgatunek T. c. miyakoensis został opisany w 1919 na podstawie okazu odłowionego w 1887. W momencie opisania holotyp miał być jedynym dostępnym okazem. W 1993 IUCN sklasyfikowała go jako wymarły podgatunek, jest też wymieniony jako wymarły przez IOC, choć wiarygodność tego taksonu jest wątpliwa. Ostatnie 29 osobników podgatunku nominatywnego zostało zabranych do niewoli w 1986. Zagrożeniem dla tych ptaków były zawleczone na Guam węże Boiga irregularis oraz rozbudowa lotniska wojskowego. W 1976 przypuszczano, że pozostało 150 par łowczyków cynamonowych. W 1985 przy życiu pozostało 10 par i 10 samotnych samców. Ostatnich przedstawicieli gatunku zabrano do niewoli celem prowadzenia programu rozrodu tych ptaków. Przewidziano reintrodukcję po zapewnieniu ptakom bezpiecznych warunków życia. W 2008 w różnych amerykańskich placówkach żyło łącznie 100 łowczyków cynamonowych, w 2013 – 124, w 2016 – 145. W drugiej dekadzie XXI wieku łowczyki cynamonowe trzymano zarówno w wyspecjalizowanych placówkach (w tym w National Aviary i jednym rządowym ośrodku na Guamie), jak i w ogrodach zoologicznych, w tym w Denver i Saint Louis.